# Takahiro Shiota
Takahiro Shiota (塩田 隆比呂, Shiota Takahiro) est un mathématicien japonais qui travaille à l'université de Kyoto. En 1986, il a démontré la conjecture de Novikov sur le problème de Schottky en caractérisant les variétés jacobiennes.
Shiota soutient son doctorat à l'université Harvard en 1984 sous la direction de David Mumford avec une thèse intitulée « Characterization of Jacobian varieties in terms of soliton equations »,.